# Bogutschany
Bogutschany (russisch Богуча́ны) ist ein großes Dorf in der Region Krasnojarsk (Russland) mit 11.232 Einwohnern (Stand 14. Oktober 2010).

## Geographie
Die Siedlung liegt knapp 400 Kilometer (Luftlinie) nordöstlich der Regionshauptstadt Krasnojarsk am linken Ufer des größten, hier etwa 1,5 Kilometer breiten Jenissei-Nebenflusses Angara. Die Angara stellt hier die nordwestliche Abgrenzung des Angaraplateaus zum Mittelsibirischen Bergland dar. In der Umgebung des Ortes erhebt es sich bis knapp 500 m.
Bogutschany ist Verwaltungszentrum des gleichnamigen Rajons Bogutschany.

## Geschichte
Das Dorf wurde 1642 von Kosaken auf von der indigenen ewenkischen Bevölkerung dünn besiedeltem Gebiet gegründet.
Sowohl im zaristischen Russland als auch in der Sowjetzeit diente Bogutschany als politischer Verbannungsort.
Mit der Gründung eines Rajons wurde Bogutschany 1924 dessen Verwaltungszentrum.
Zu einem Aufschwung mit schnellem Bevölkerungswachstum kam es ab Mitte der 1970er Jahre, als mit der Errichtung des nach dem Ort benannten Bogutschanystausees begonnen wurde. Dessen Staumauer liegt jedoch nicht in Ortsnähe, sondern etwa 120 Flusskilometer aufwärts. Staumauer und Wasserkraftwerk sind bis heute nicht fertiggestellt; einen Teil der logistischen Funktionen für den Bau übernahm in der Folge die neugegründete, in der Nähe des Bauwerkes gelegene Stadt Kodinsk.

## Bevölkerungsentwicklung
| Jahr | Einwohner |
| ---- | --------- |
| 1939 | 2.333     |
| 1959 | 3.843     |
| 1970 | 5.700     |
| 1979 | 9.906     |
| 1989 | 14.433    |
| 2002 | 11.386    |
| 2010 | 11.232    |

Anmerkung: Volkszählungsdaten

## Kultur und Sehenswürdigkeiten
In Bogutschany sind mehrere Holzgebäude aus dem 18. Jahrhundert erhalten, unter anderem das der ehemaligen Dorfgemeinschafts-(Wolost-)Verwaltung und mehrere Wohnhäuser. Im Dorf Galtjawino des Rajons steht ein Blockhaus aus dem 17. Jahrhundert.
Das Dorf besitzt ein Heimatmuseum.

## Wirtschaft und Infrastruktur
In Bogutschany gibt es hauptsächlich Betriebe der Forst- und Landwirtschaft. Der Ort ist Stützpunkt für Erkundung und Erschließung der Rohstoffvorkommen des Angaragebietes im Ostteil der Region Krasnojarsk (Erdgas, Eisenerz, Kohle, Buntmetalle).
Nächstgelegene Bahnstation ist Karabula bei der Siedlung Tajoschny etwa 50 Kilometer südlich von Bogutschany, die ausgehend von der 259 Kilometer entfernten Station Reschoty in der Siedlung Nischnjaja Poima der Transsibirischen Eisenbahn 1977 erreicht wurde. Der ursprünglich geplante Weiterbau bis an die Angara bzw. bis Bogutschany bislang nicht umgesetzt. Der ab 2009 angesetzte Streckenbau bis zum Dorf Jarki, 25 Kilometer westlich von Bogutschany an der Angara gelegen, wurde zwar begonnen, aber nach dem Bankrott des Hauptauftragnehmers 2014 eingestellt; fertiggestellt wurden bis zu diesem Zeitpunkt unter anderem die gesamte Trasse ohne Oberbau sowie 27 Brücken. Bislang wurden die Arbeiten noch nicht wieder aufgenommen (Stand August 2018).
Seit 2001 besteht eine ganzjährige Verbindung zum gesamtrussischen Straßennetz über Aban nach Kansk an der Fernstraße R258 Nowosibirsk – Krasnojarsk – Irkutsk.
Unmittelbar beim Ort befindet sich ein kleiner Flughafen (ICAO-Code UNKB), von dem Verbindung in die Regionshauptstadt besteht; an der Angara gibt es eine Schiffsanlegestelle.